# Grêmio Barueri

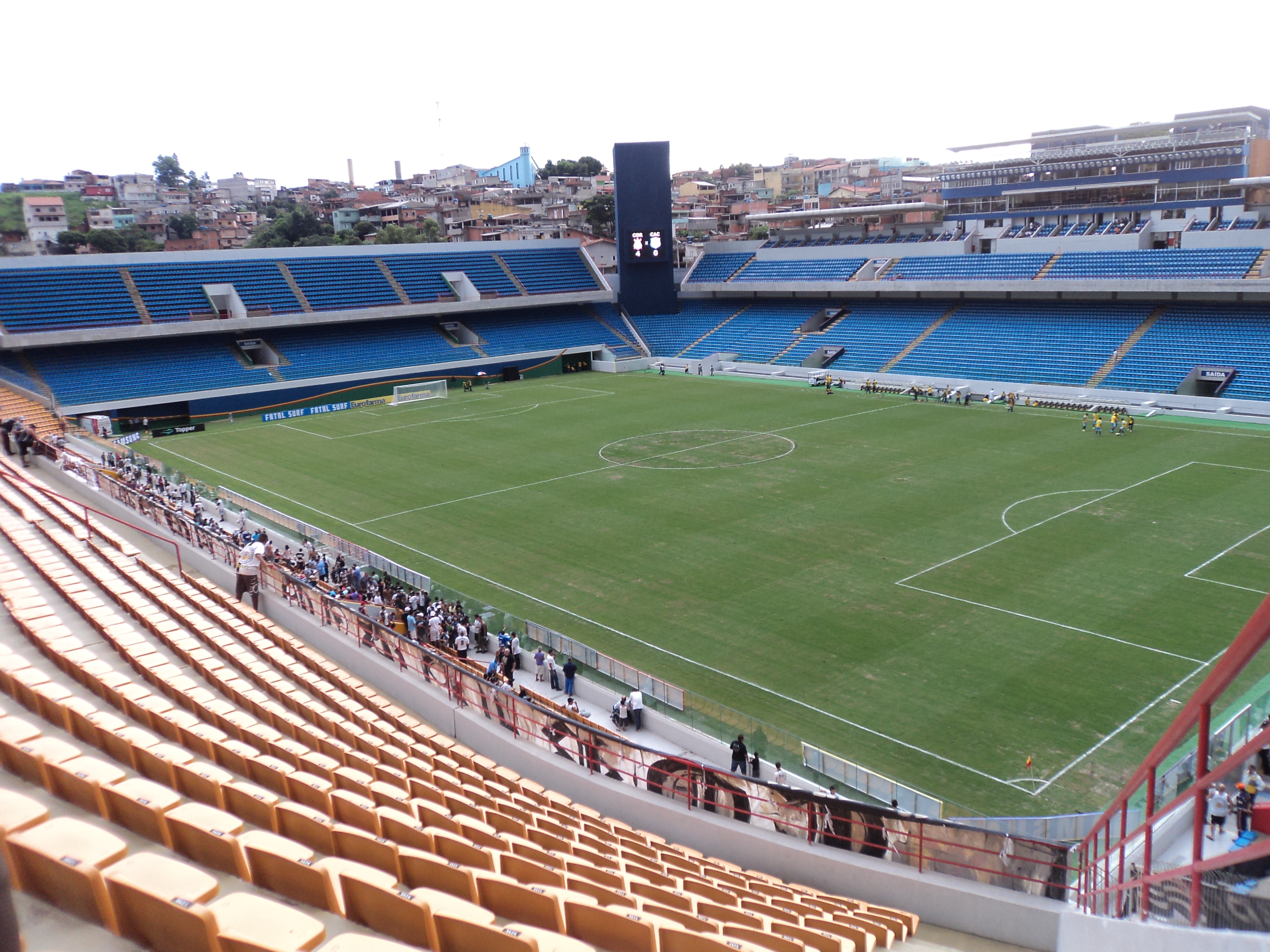
Arena Barueri

Az Grêmio Barueri Futebol Ltda., röviden Grêmio Barueri, labdarúgócsapatát 1989-ben a brazíliai Barueri városában hozták létre. São Paulo állam labdarúgó-bajnokságának harmadosztályában szerepel.